# Laura Turnau
Laura Turnau (* 23. September 1882 in Wien; † 12. Oktober 1978 in Mattwil) war eine Kinderärztin, die in Deutschland und der Schweiz wirkte. Sie war eine der Gründerinnen des Deutschen Ärztinnenbundes. 1933 flüchtete sie aus Deutschland und führte in der Schweiz ein Kinderheim, in dem sie von den Nationalsozialisten verfolgten Kindern Schutz bot.

## Leben und Wirken
Laura Turnau wuchs mit ihren drei Geschwistern in Wien auf. Ihr Vater war Jurist. Im Alter von zwölf Jahren zog sie mit ihrer Familie nach Zürich. Sie erlangte 1901 die Matura am Züricher Lehrerinnenseminar.
Von 1901 bis 1907 studierte Turnau Medizin in Zürich und Genf. 1907 machte sie ihr Staatsexamen in der Schweiz. Von 1907 bis 1914 war sie Assistenzärztin in verschiedenen pädiatrischen Kliniken in Deutschland. Ab 1914 arbeitete sie als niedergelassene Ärztin in Berlin. Da ihr die deutsche Approbation fehlte, legte sie 1931 ein weiteres Staatsexamen in Deutschland ab. Zusätzlich arbeitete Turnau als Ärztin in verschiedenen Kliniken, Kinderheimen und einer städtischen Säuglingsfürsorgestelle.
1924 gründete Turnau gemeinsam mit Hermine Heusler-Edenhuizen und weiteren Ärztinnen den Bund Deutscher Ärztinnen (heute Deutscher Ärztinnenbund). Turnau war Mitherausgeberin der Zeitschrift des Vereins, bis sie 1931 von allen ihren Vereinsämtern zurücktrat. Vom Februar 1925 bis zum November 1928 war sie aktiv im Vorstand des Vereins sozialistischer Ärzte. Ab 1930 war Laura Turnau Präsidentin der internationalen Kommission für Volksgesundheit. Sie arbeitete an einem Gesetzentwurf für ein Reichshebammengesetz mit, das im Reichstag eingebracht wurde, aber nicht mehr vor der Machtübernahme der Nationalsozialisten verhandelt werden konnte.
1933 gab sie ein Seminar in der Schweiz und entschied sich, mit ihren acht Pflegekindern dort zu bleiben. Da sie jüdische Vorfahren hatte, sah sie es als zu gefährlich an, nach Deutschland zurückzukehren. Sie eröffnete gemeinsam mit der Krankenschwester Hanna Kawerau das „Kinderheim Morgenlicht“, in das sie mit ihren Pflegekindern einzog. Sie gab dort jüdischen und anderen von den Nationalsozialisten verfolgten Kindern ein Zuhause. Auch nach dem Zweiten Weltkrieg führte sie das Kinderheim weiter.
1967 ging Laura Turnau in den Ruhestand. In einem Altersheim im Thurgau schrieb sie ihre Autobiographie, die 1971 im Mitteilungsblatt des Deutschen Ärztinnenbundes veröffentlicht wurde. Sie starb im Alter von 96 Jahren.